# Корельская и Орешская епархия
Корельская и Орешская епархия — епархии Русской Православной Церкви, существовавшая с конца 1595 до 1616 года. Впоследствии возрождалась как викариатство.

## История

### Самостоятельная епархия

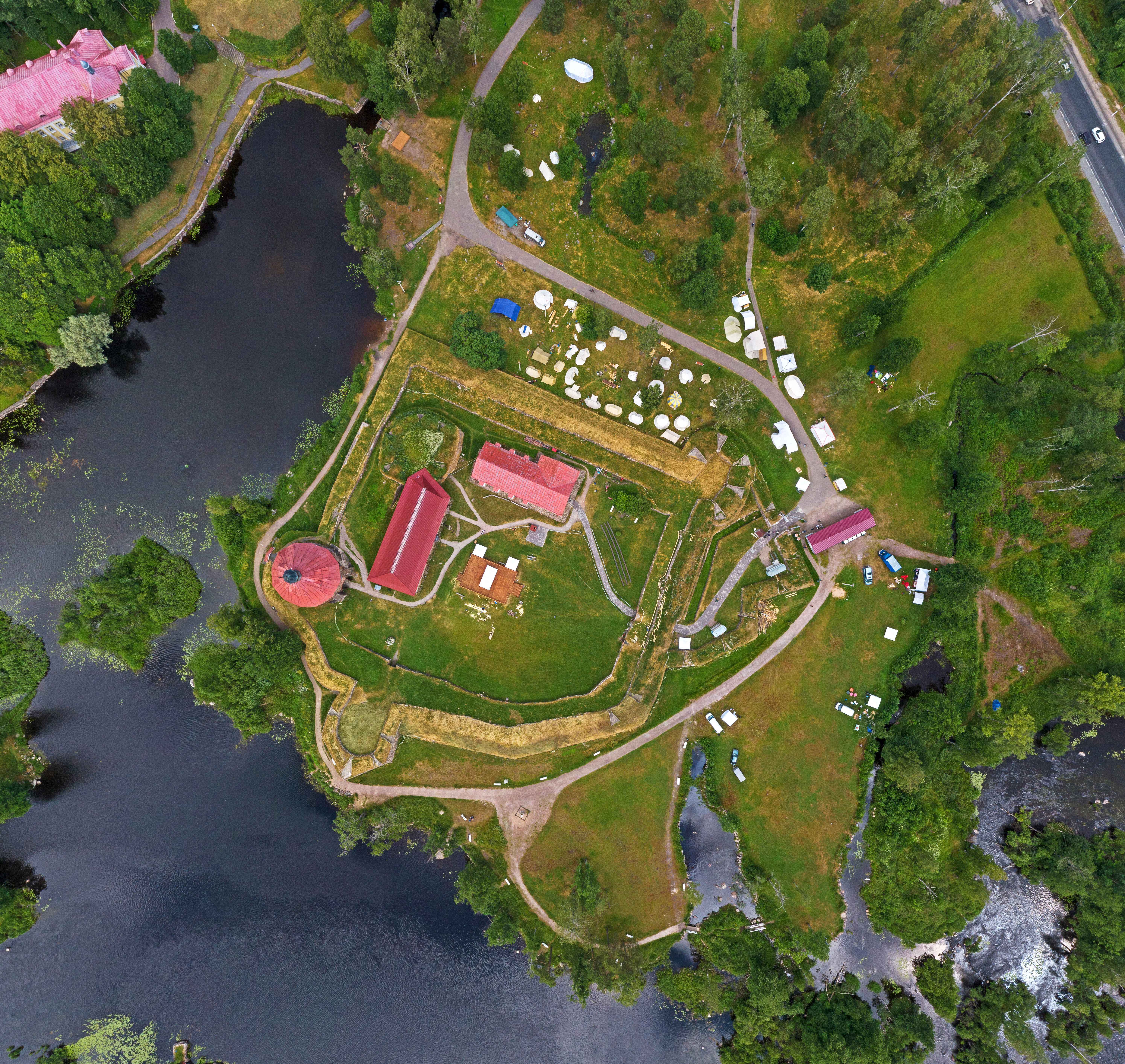
Крепость Корела

После успешной для России пятилетней войны со Швецией, завершившейся Тявзинским мирным договором 1595 года, Корельская земля после 17 лет шведского владычества была уступлена Русскому государству. Для восстановления церковной жизни в раззорённом войной Корельском уезде была учреждена новая епархия. Датами учреждения Корельской епархии называют 1589, 1593 и 1595 годы.
Первый Корельский епископ Сильвестр установил свою резиденцию в Кореле в 1597 году, когда город покинули шведы. Под его руководством восстанавливались церкви и монастыри. Но мирный период был недолгим.
В августе 1609 года царь Василий Шуйский, отправляя свою грамоту с распоряжением сдать город шведам, адресовал её прежде всего «богомольцу нашему епископу Селивестру», воеводам Д. Т. Мышецкому и В. Т. Аврамову, игуменам, протоиерею и священникам городских церквей. Тем не менее, жители не желали подпасть под власть иноверного короля и потому наотрез отказались выполнить требование царя Василия Шуйского сдать город чужеземцам. Шведы приступили к осаде. Более полугода героически оборонялся гарнизон Корелы под руководством воеводы И. М. Пушкина и епископа Сильвестра. Когда 2 марта 1611 года город Корела вынужден был капитулировать, из трёх тысяч (по другим сведениям — двух тысяч) его жителей и воинов-защитников в живых осталось около ста человек, и все они ушли в русские владения.
Святитель Игнатий (Брянчанинов), посетивший Валаам в 1846 году, в своём очерке, посвященном этому паломничеству, писал: «Достойно замечания, что селения, сохранившие православную веру, находятся не на самом берегу Ладожского озера, не на пути завоевателей, но глубже в Финляндии, за горами, за болотами, естественными оградами страны: там затаились, спаслись они от взора и религии протестантов. В это время многие финны перебежали в Россию для сохранения веры: <вы> встречаете их потомков православных в Новгородской и Тверской губерниях».
После смерти епископа Корельского Павла в 1616 году новых назначений на Корельскую епархию не последовало, хотя формально кафедра по видимому не упразднялась.

### Викариатство
18 января 1685 года был учреждено викариатство Новгородской епархии с титулом Корельское, которое просуществовала до 1690 года, когда его занимал провинившийся Тамбовский епископ Леонтий. Одной из главных задач этого викарного епископа было налаживание церковной жизни в Карелии.
Хотя и ранее на Руси известны вспомогательные архиереи, Корельскую епархию называют старейшей викарной кафедрой Русской Церкви. Не исключено, что само викариатство как церковно-административное образование, бывшее тогда в новинку, создавалось в какой-то мере под епископа Леонтия, которого надо было куда-нибудь пристроить.
В 1708 году через 18 лет викариатство в Новгороде было восстановлено, но первого викария этого периода, Иоиля (Вязьмитина), титуловали с титулом Карельским и Ладожским.
24 мая 1758 года возобновлено как Кексгольмская (Кегсгольмская) − по шведскому названию города Корела − и Ладожская, причём архиереи получили пребывание в Хутынском монастыре. С 28 мая 1763 года не замещалось.
Новое возобновление кафедры в Карелии 29 мая 1764 года последовало уже под именем самостоятельной Олонецкой епархии.
С 1948 года древняя Корела носит название Приозерск. Титул епископа Выборгского и Приозерского с 2013 года носят архиереи Выборгской епархии.

## Епископы
Корельская и Орешская/Орешецкая епархия
- Сильвестр (1595 — упом. в кон. мая 1613)
- Павел (1613—1616)[2]

Корельское и Ладожское викариатство Новгородской епархии
- Леонтий (1684—1690)
- Иоиль (Вязьмитин) (18 января 1708 - 17 июня 1712)
- Аарон (Еропкин) (24 января 1714 — 23 июня 1723)
- Иоаким (Владимиров) (23 июня 1723 — 11 октября 1725)
- Аарон (Еропкин) (6 ноября 1727 — 1 июля 1730)
- Иосиф (Хвабулов) (15 мая 1734 — 16 октября 1740) — архиепископ, был викарием без титула
- Маркелл (Радышевский) (10 января — 29 ноября 1742)

Кексгольмское и Ладожское викариатство Новгородской епархии
- Иоасаф (Хотунцевский) (24 мая 1758 — 29 апреля 1759)
- Парфений (Сопковский) (6 июля 1759 — 7 марта 1761)
- Тихон (Соколов) (13 мая 1761 — 3 февраля 1763)
- Иннокентий (Нечаев) (23 марта — 28 мая 1763)